# Бельовський повіт
Бельовський повіт — адміністративно-територіальна одиниця в складі Бєлгородської та Тульської губерній Російської імперії і РРФСР, що існувала в 1727—1926 роках. Повітове місто — Бельов.

## Історія
Бельовський повіт відомий з допетровських часів. У 1708 році повіт був скасований, а місто Бельов віднесено до Київської губернії (в 1719 році, при поділі губерній на провінції, віднесено до Орловської провінції). В 1727 повіт у складі Орловської провінції був відновлений, а сама провінція відійшла до Бєлгородської губернії. У 1777 році повіт був віднесений до Тульського намісництва, яке в 1796 році було перетворено в Тульську губернію.
Бельов і його околиці були на початку XIX століття важливим культурним осередком Тульської губернії, куди з'їжджалися освічені люди зі всієї губернії, приїжджали гості з Москви. Тут знаходилися маєтки письменника Василя Олексійовича Левшина (Темрянь), Буніна (Мішенське), Юшкових (Ігнатьєва), Кірєєвських(Долбіно), декабриста А. І. Черкасова (Володькова), історика К. Д. Кавеліна (Іваново), зарубіжного письменника Г. В. Месняєва (Астаф'єва).
У березні 1924 року повіт розділений на 5 районів: Аресеніївський, Бельовський, Комаревський, Лучанський (центр — с. Жеморіно), Петрищевський (центр — с. Уткине). У червні того ж року до Бельовського повіту приєднаний Одоєвський район скасованого Одоєвського повіту.
У серпні 1925 року були скасовані Лучанський і Петрищевський райони.
У січні 1926 р Бєлевського повіт був скасований, райони увійшли в пряме підпорядкування Тульської губернії.